# Шонти, Сильвио
Си́львио Витторио Альберто Шо́нти (итал. Silvio Vittore Alberto Scionti; 20 ноября 1882, Ачиреале — 22 мая 1973, Рим) — американский пианист и музыкальный педагог итальянского происхождения.
Окончил консерваторию Сан-Пьетро-а-Майелла в Неаполе и в самом начале XX века переехал в США. На протяжении трёх десятилетий жил в Чикаго, преподавал в местных музыкальных учебных заведениях; среди его учеников Рита Бруссар. В конце 1930-х годов интенсивно концертировал в составе фортепианного дуэта со своей женой Исабель. С 1938 года — в Нью-Йорке, в 1942—1958 годах преподавал в Северотехасском колледже в Дентоне, где у него учился, в частности, Айвен Дэвис.
Автор многочисленных педагогических работ, в том числе девятитомного сочинения «Дорога к мастерству пианиста» (англ. The Road to Piano Artistry; 1944—1947).